# Nancy Sloss
Nancy Sloss (* 1928 in San Francisco; † 3. Oktober 2018 in Washington, D.C.) war eine US-amerikanische Filmproduzentin, die mit dem US-amerikanischen Filmregisseur Charles Guggenheim für ihre Beteiligung an dem Dokumentarfilm High Schools eine Oscarnominierung bei der Oscarverleihung 1985 in der Kategorie „Bester Dokumentarfilm“ erhalten hat. Die Auszeichnung erhielten aber Rob Epstein und Richard Schmiechen für ihren Beitrag The Times of Harvey Milk.
Für den Film High Schools entstanden Aufnahmen an sieben unterschiedlichen Highschools. Der Film basiert auf Ernest L. Boyers Buch High School: A Report on Secondary Education in America. Neben der Oscarnominierung wurden beide für diesen Film zudem auf dem Chicago International Film Festival für einen „Gold Hugo“ nominiert.